# Локрида
Локрида (грч. Λοκρίδα) је била област древне Грчке, постојбина Локриђана, која се састојала од две области — Опунтијска Локрида или Источна Локрида је била на обали Егејског мора, те се простирала од Термопилиа до Ларимне, насупрот Еубеји, док је Озолијска Локрида или Западна Локрида била на северној обали Коринтског залива између Наупакта и Крисе, у унутрашњости све до долине Амфисе.
Локрида се не сме мешати с Епизефиријском Локридом, колонијом коју су Локриђани основали на Калабрији.
Савремена Опунтијска Локрида се налази у југоисточном делу префектуре Фтиотис. Савремено седиште је Аталанти. Савремена Озолијска Локрида се данас зове Нафпактиа, и представља јужни део префектуре Фокида.